# Ulrich Nortmann

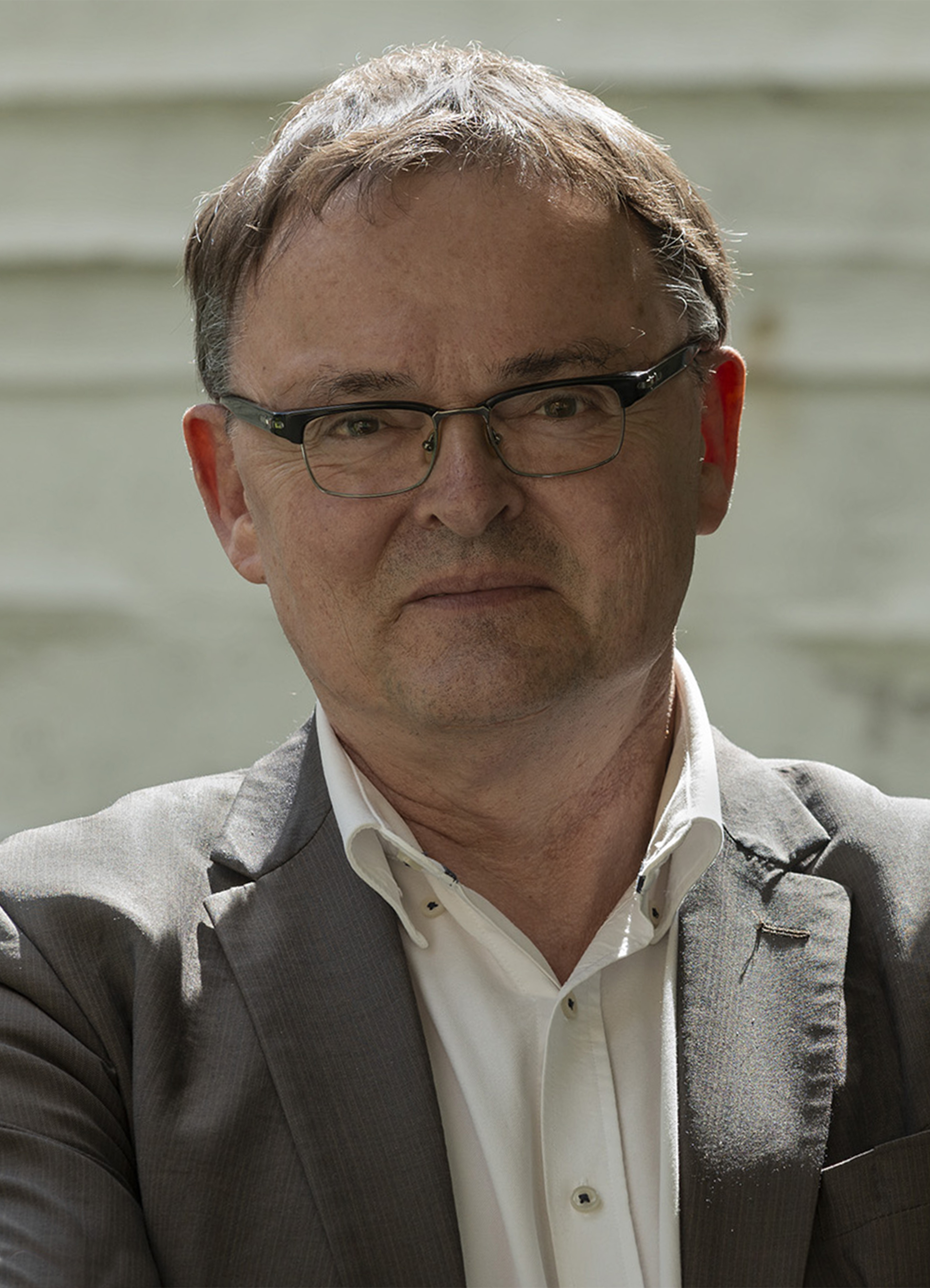
Ulrich Nortmann, 2019; Foto: J. Pütz.

Ulrich Nortmann (geb. 1956 in Treysa) ist ein deutscher Philosoph analytischer Ausrichtung. Bis zu seiner Pensionierung 2021 war er Inhaber einer Professur für Theoretische Philosophie und Wissenschaftstheorie an der Universität des Saarlandes (UdS) in Saarbrücken.

## Leben
Auf das Abitur in Kassel (1975 am Wilhelmsgymnasium) folgte ein Studium in Göttingen mit den Fächern Mathematik und Philosophie, vor allem bei Martin Kneser und Eckart Maus (Mathematik) sowie bei Günther Patzig und Erhard Scheibe (Philosophie). Im Anschluss an das 1981 abgelegte Staatsexamen studierte Nortmann zusätzlich Lateinische Philologie des Mittelalters bei Fidel Rädle. 1985 wurde er, ebenfalls in Göttingen, im Fach Philosophie promoviert, acht Jahre später habilitierte er sich für Philosophie an der Universität Bonn.

## Forschung, Publikationen
In seiner Dissertation entwarf Nortmann für deontische Modalitäten eine Umgebungssemantik im Lewis-Stil und untersuchte die dadurch erzeugte Logik beweistheoretisch und unter philosophischen Gesichtspunkten. In seiner Habilitationsschrift und zahlreichen daran anknüpfenden Publikationen verfolgte er das Anliegen, die um Modalausdrücke angereicherte Syllogistik des Aristoteles, die „modale Syllogistik“, im Wesentlichen als ein Fragment einer modalen Prädikatenlogik im modernen Verständnis auszuweisen. In der Mathematik und mathematischen Logik gilt Nortmanns Interesse vor allem der algebraischen Zahlentheorie (Thema seiner Examensarbeit war eine klassenkörpertheoretische Herleitung des biquadratischen Reziprozitätsgesetzes), der klassischen Beweistheorie im Gödel-Stil und deren Zusammenhang mit der (beweistheoretischen) Modallogik sowie der Grundlegung der Mathematik durch die ZFC-Axiomatik und denkbare Alternativen. Im Bereich der Physik und der Wissenschaftsphilosophie der Naturwissenschaften befasst er sich mit Quantenmechanik und der ontologisch-erkenntnistheoretischen Deutung ihrer Theoreme. Zu seinen Arbeitsgebieten gehören darüber hinaus die antike griechische Philosophie, mit Veröffentlichungen zu Platon und Aristoteles, ferner die Sprach- und die Kunstphilosophie, mit Veröffentlichungen zur Frege-Semantik und zu kognitiven Aspekten der Kunstrezeption.
Nortmann ist auch ein Kenner alter und antiker Teppiche und Textilien aus den Knüpfgebieten Vorder- und Zentralasiens. Er hat dazu ein Buch veröffentlicht, in dem neben dem kunstgeschichtlichen Aspekt der Thematik verschiedene philosophische Anknüpfungspunkte eine Rolle spielen.